# Willy Hornstein
Willy Hornstein, auch John William Horton, (* 17. Dezember 1893 in Kassel; † 2. Februar 1974 in München) war ein deutscher Jurist in der Finanzverwaltung, zuletzt Richter am Bundesfinanzhof.

## Leben
Willy Hornstein war jüdischer Herkunft, aber evangelisch getauft. Er war ein Sohn des Kaufmanns David Hornstein (1849–1930) und dessen Frau Florence, geb. Lilienfeld (geboren 1863 in Hopetown, Südafrika, gestorben 1943 im Konzentrationslager Theresienstadt). Sein Vater war Vorsitzender des Aufsichtsrats der Jute-Spinnerei und Weberei Kassel. Sein Bruder Carl (* 1889) floh 1939 in die Niederlande und wurde 1943 im Vernichtungslager Sobibor umgebracht.
Nach dem Abitur begann Willy Hornstein ein Studium der Rechtswissenschaften. Dieses wurde unterbrochen durch die Teilnahme am Ersten Weltkrieg, in dem er mit dem Eisernen Kreuz II. und I. Klasse ausgezeichnet wurde. Promoviert zum Dr. jur., trat er 1923 in den Dienst der Reichsfinanzverwaltung, zunächst beim Finanzamt Braunschweig, dann in Dortmund. Hier erfolgte seine Ernennung zum Regierungsrat. Mit der Machtübernahme der NSDAP 1933 war er zunehmenden rassistischen Repressionen ausgesetzt, zunächst schützte ihn das Frontkämpferprivileg noch vor einer Entlassung. Aufgrund des 1935 erlassenen Reichsbürgergesetzes mit seiner Ersten Durchführungsverordnung wurde er schließlich aus seinem Amt entfernt; seine Versetzung in den Ruhestand erfolgte zum 31. Dezember 1935.
Im Zuge der Novemberpogrome 1938 wurde er festgenommen und am 26. November 1938 im Konzentrationslager Sachsenhausen interniert. Nach einigen Wochen wurde er freigelassen und floh sofort nach London. Währenddessen hatte die Familie durch Vermittlung der Quäker eine Ausreise nach Australien für September 1939 in Aussicht. Vermutlich über gemeinsame Bekannte in Kassel erfuhr Prinzessin Catherine Hilda Duleep Singh, die Tochter des letzten Maharadschas von Punjab Duleep Singh, von dem Wunsch der Familie, lieber sofort Deutschland zu verlassen. Catherine Duleep Singh hatte mit ihrer Lebenspartnerin Karoline (Lina) Schäfer (1858–1937) bis zu deren Tod in der Villenkolonie Mulang in Kassel-Bad Wilhelmshöhe gewohnt. Anfang 1939 bürgte sie für die Familie Hornstein, was dieser ein Einreisevisum nach Großbritannien ermöglichte. Am 2. März 1939 gelang der Familie die Emigration. Catherine Duleep Singh nahm sie in ihrem Anwesen Coalhatch House (heute Hilden Hall) in Penn, Buckinghamshire auf. Auch andere Flüchtlinge aus Deutschland kamen dort unter.
Bei Ausbruch des Zweiten Weltkriegs meldete sich Hornstein wie viele der nach Großbritannien Geflüchteten freiwillig, um im Royal Pioneer Corps der britischen Armee den Kampf gegen das nationalsozialistische Deutschland zu unterstützen. Unter dem anglisierten Namen John William Horton wurde er in das Intelligence Corps versetzt. Seine Hauptaufgabe war das Abhören von deutschen Kriegsgefangenen in Wilton Park bei Beaconsfield (Buckinghamshire). Mit Dekret vom 2. August 1946 erhielten er und seine Familie die britische Staatsbürgerschaft.
Im Juni 1950 kehrte Willy Hornstein nach Deutschland und in die Finanzverwaltung zurück. Er war als Regierungsdirektor am Niedersächsischen Finanzgericht in Hannover tätig; von 1954 bis 1956 war er dessen Präsident. Im November 1956 wurde er zum Bundesrichter beim Bundesfinanzhof in München ernannt; hier wirkte er bis zu seinem Eintritt in den Ruhestand 1961.

### Familie
Willy Hornstein war verheiratet mit Ilse, geb. Königsberger (* 1902). Das Ehepaar hatte zwei Kinder: Klaus-Georg (George K. Horton, 1926–2009), Professor für Physik an der Rutgers University in den USA, und Ursula, verheiratete Bowles (geboren 1929), die Lehrerin in Großbritannien wurde.